# Xyleborini
Xyleborini — триба вузькоспеціалізованих жуків родини Довгоносики (Curculionidae) підродини Короїди (Scolytinae). Більша частина фауни короїдів Євразії і Америки складається з видів Xyleborini. Деякі Xyleborini є інвазивними видами.
Більшість родів малі або навіть монотипічні і містять 1-8 видів. Типовий рід Xyleborus містить понад 500 видів, але це неприродне угруповання неспоріднених видів.

## Класифікація
Роди триби Xyleborini:
- Amasa Lea 1893
- Ambrosiodmus Hopkins, 1915 часом включають у Xyleborus
- Anisandrus Ferrari 1867
- Ambrosiophilus Hulcr & Cognato 2009
- Arixyleborus Hopkins 1915
- Beaverium Hulcr & Cognato 2009
- Diuncus Hulcr & Cognato 2009
- Cnestus Sampson 1911
- Coptoborus Hopkins, 1915
- Coptodryas Hopkins 1915
- Cryptoxyleborus Schedl, 1937
- Cyclorhipidion Hagedorn, 1912
- Dryocoetoides Hopkins 1915
- Dryoxylon Bright & Rabaglia 1999
- Eccoptopterus Motschulsky 1863
- Euwallacea Hopkins, 1915
- Hadrodemius Wood 1980
- Leptoxyleborus Wood 1980
- Microperus Wood 1980
- Pseudowebbia Browne 1962
- Sampsonius Eggers 1935
- Schedlia Browne 1950
- Streptocranus'' Schedl 1939
- Taphrodasus Wood 1980
- Taurodemus Wood 1980
- Theoborus Hopkins 1915
- Webbia Hopkins 1915
- Xyleborinus Reitter, 1913
- Xyleborus
- Xylosandrus Reitter, 1913